# Vedran Mornar
Vedran Mornar (ur. 29 maja 1959 w Zagrzebiu) – chorwacki informatyk, nauczyciel akademicki i polityk, profesor, w latach 2014–2016 minister nauki, edukacji i sportu.

## Życiorys
W 1981 ukończył studia informatyczne na wydziale elektrotechniki Uniwersytetu w Zagrzebiu. W 1985 uzyskał magisterium, a w 1990 doktoryzował się na tym samym wydziale. W latach 1987–1988 kształcił się na University of Southern California w ramach stypendium Programu Fulbrighta. Od 1982 zawodowo związany z wydziałem elektrotechniki macierzystego uniwersytetu. W 1998 objął stanowisko profesorskie, zaś pełną profesurę uzyskał w 2003. Pełnił funkcję prodziekana, a w latach 2006–2014 był dziekanem swojego wydziału. Zajmował także stanowisko przewodniczącego państwowej rady do spraw szkolnictwa wyższego.
W czerwcu 2014 zastąpił Željka Jovanovicia na urzędzie ministra nauki, edukacji i sportu w rządzie Zorana Milanovicia. Funkcję tę pełnił do końca funkcjonowania gabinetu, tj. do stycznia 2016.